# Josette Banzet
Pour les articles homonymes, voir Banzet.
Josette Banzet, marquise de Bruyenne[réf. nécessaire] (née en France le 6 avril 1938, morte aux États-Unis le 4 décembre 2020 à l'âge de 82 ans) est une actrice française naturalisée américaine. 

## Biographie
Josette Banzet est surtout reconnue pour avoir remporté le Golden Globes de la meilleure actrice dans un second rôle dans une série, une mini-série ou un téléfilm de l'année 1976 pour sa courte performance de quelques minutes dans le premier épisode de la minisérie américaine Le Riche et le Pauvre (Rich Man, Poor Man). Elle y incarne le rôle de Miss Lenaut, la professeure de français de Tom Jordache (Nick Nolte). Elle remporta la statuette devant plusieurs actrices chevronnées (Adrienne Barbeau, Ellen Corby et Sally Struthers notamment).

### Vie privée
La marquise de Bruyenne a d'abord été mariée à l'homme d'affaires hollywoodien Warren Cowan, avant d'épouser par la suite le chanteur rock Tommy Roe.

## Filmographie
- 1962 : Gypsy, Vénus de Broadway (Gypsy) : Renée
- 1976 : Le Riche et le Pauvre (Rich Man, Poor Man) (minisérie télé) : Miss Lenaut
- 1977 : De l'autre côté de minuit (The Other Side of Midnight) : Madame Rosa
- 1979 : Hard Knocks : Cherie
- 1989 : Nerds of a Feather : vendeuse au Bridal Shop